# Acalolepta daosus
Acalolepta daosus är en skalbaggsart som först beskrevs av Maurice Pic 1950.  Acalolepta daosus ingår i släktet Acalolepta och familjen långhorningar. Inga underarter finns listade i Catalogue of Life.